# Aeroportul Tuluksak
Aeroportul Tuluksak (IATA: TLT, FAA LID: TLT) este un aeroport din Alaska, Statele Unite ale Americii ce deservește zona Tuluksak⁠(d). Aeroportul a fost tranzitat în 2019 de 5.830 de pasageri. A fost numit după zona deservită.
Situat la o altitudine de 9 m, aeroportul dispune de 1 pistă.

## Infrastructură

### Piste
Aeroportul dispune de o singură pistă. Pista are orientarea 2/20. 